# دهستان زاوین
زاوین، دهستانی از توابع بخش زاوین شهرستان کلات در استان خراسان رضوی ایران به مرکزیت شهرزو است. این دهستان بر اساس مصوبه هیئت وزیران در تاریخ ۲۵ اسفند ۱۳۶۴ تأسیس شده‌است.

## جمعیت
بر پایه سرشماری عمومی نفوس و مسکن در سال ۱۳۹۵ جمعیت این دهستان ۴٬۰۲۹ نفر (در ۲٬۰۴۵ خانوار) بوده‌است.